# Фарнабаз I

Карта деления империи Ахеменидов на сатрапии

Фарнабаз I (др.-греч. Φαρνάβαζος) — персидский сатрап Геллеспонтской Фригии из династии Фарнакидов, правивший в V веке до н. э.

## Биография
По мнению большинства современных исследователей, отцом Фарнабаза был Артабаз I, принимавший участие в походе Ксеркса на Элладу и ряде последующих событий. Об этом свидетельствует и обычай передачи имен по наследству. Однако другие историки считают, что Фарнабаз был младшим братом Артабаза I. Имеющиеся в распоряжении письменные и нумизматические источники не позволяют с уверенностью ответить на этот вопрос. В любом случае имя Артабаза упоминается Диодором Сицилийским ещё и при заключении Каллиева мира, то есть предположительно около 449 года до н. э.
Преемником Фарнабаза стал его сын Фарнак II. Хотя, некоторые исследователи полагают, что после смерти Артабаза власть во Фригии перешла непосредственно к Фарнаку II, а сам Фарнабаз пост сатрапа не занимал.